# Stadt Wehlen (Schiff, 1879)
Der Raddampfer Stadt Wehlen ist der älteste Schaufelraddampfer der Sächsischen Dampfschiffahrt. Das Schiff wurde 1878 in der Schiffswerft Blasewitz gebaut. Es wurde unter dem Namen Dresden mit der Baunummer 15 auf Kiel gelegt. Am 18. Mai 1879 wurde das Schiff in Dienst gestellt. Die Baukosten des Schiffs, das leistungsfähiger und luxuriöser als seine Vorgänger konzipiert war, beliefen sich auf knapp 90.000 Goldmark. Es war das zweite Schiff mit diesem Namen. Im Jahr 1926 erhielt es den Namen Mühlberg und wurde 1962 als drittes Schiff in Stadt Wehlen umbenannt. Seit 1992 gehört sie zum Bestand der Sächsischen Dampfschiffahrt und fährt auf der Oberelbe.

## Geschichte

### Die Zeit nach der Indienststellung bis 1945

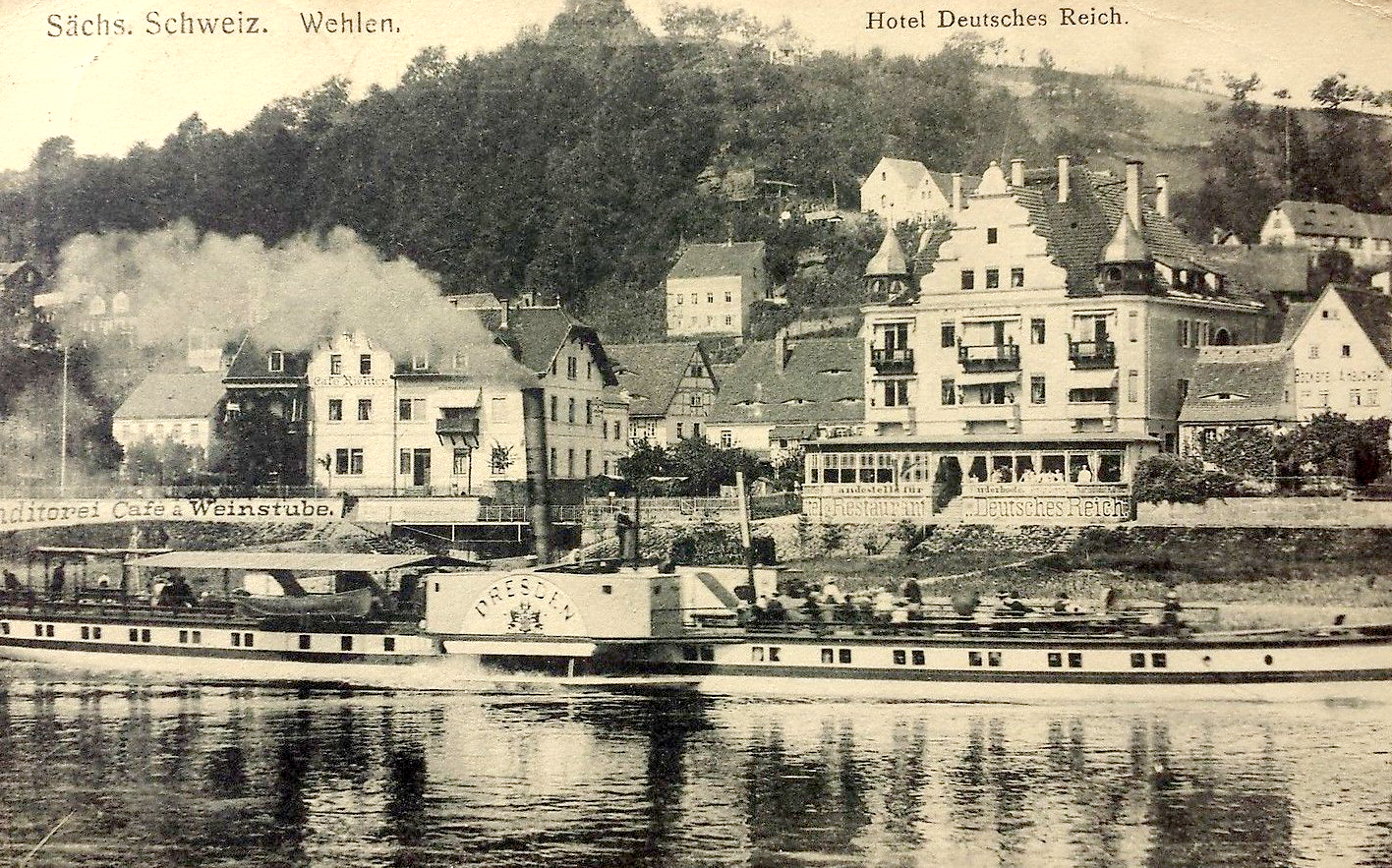
Raddampfer Dresden vor dem Hotel „Zum Deutschen Reich“ in Stadt Wehlen

Nach der Indienststellung als Glattdeckdampfer wurde das Schiff zunächst zum Personenverkehr, aber auch im Schleppverkehr eingesetzt. Bis 1923 fuhr es für die Sächsisch-Böhmische Dampfschiffahrts-Gesellschaft (SBDG). Nach der Einstellung des Geschäftsbetriebes fuhr das Schiff für die 1923 neu gegründete Sächsisch-Böhmische-Dampfschiffahrt, Aktiengesellschaft (SBDA). Der ab 1926 übliche weiße Anstrich der Schiffe brachte ihr den Namen Weiße Flotte ein.
1893 erhielt die Dresden einen neuen Drei-Flammrohr-Kofferkessel gebaut von der Schiffswerft Übigau der Deutsche Elbschiffahrts-Gesellschaft, Kette. Im Jahr 1895 wurden auf der Blasewitzer Werft die Radkästen ausgebaut und das Schiff hinter dem Kessel um 2,10 m verlängert.
Bei einem Orkan im Juli 1899 erlitt das Schiff nahe Lovosice leichte Beschädigungen.
1914/15 erfolgten in der Schiffswert Laubegast der Einbau eines neuen Zwei-Flammrohr-Zylinderkessels und der Umbau der oszillierenden Zwillingsmaschine in eine oszillierende Verbundmaschine. Im Zuge des Umbaus erhielt das Schiff eine elektrische Beleuchtung und eine Dampfsteuermaschine.
Im Jahr 1918 war das Schiff aufgrund schwieriger wirtschaftlicher Bedingungen im Ersten Weltkrieg aufgelegt.

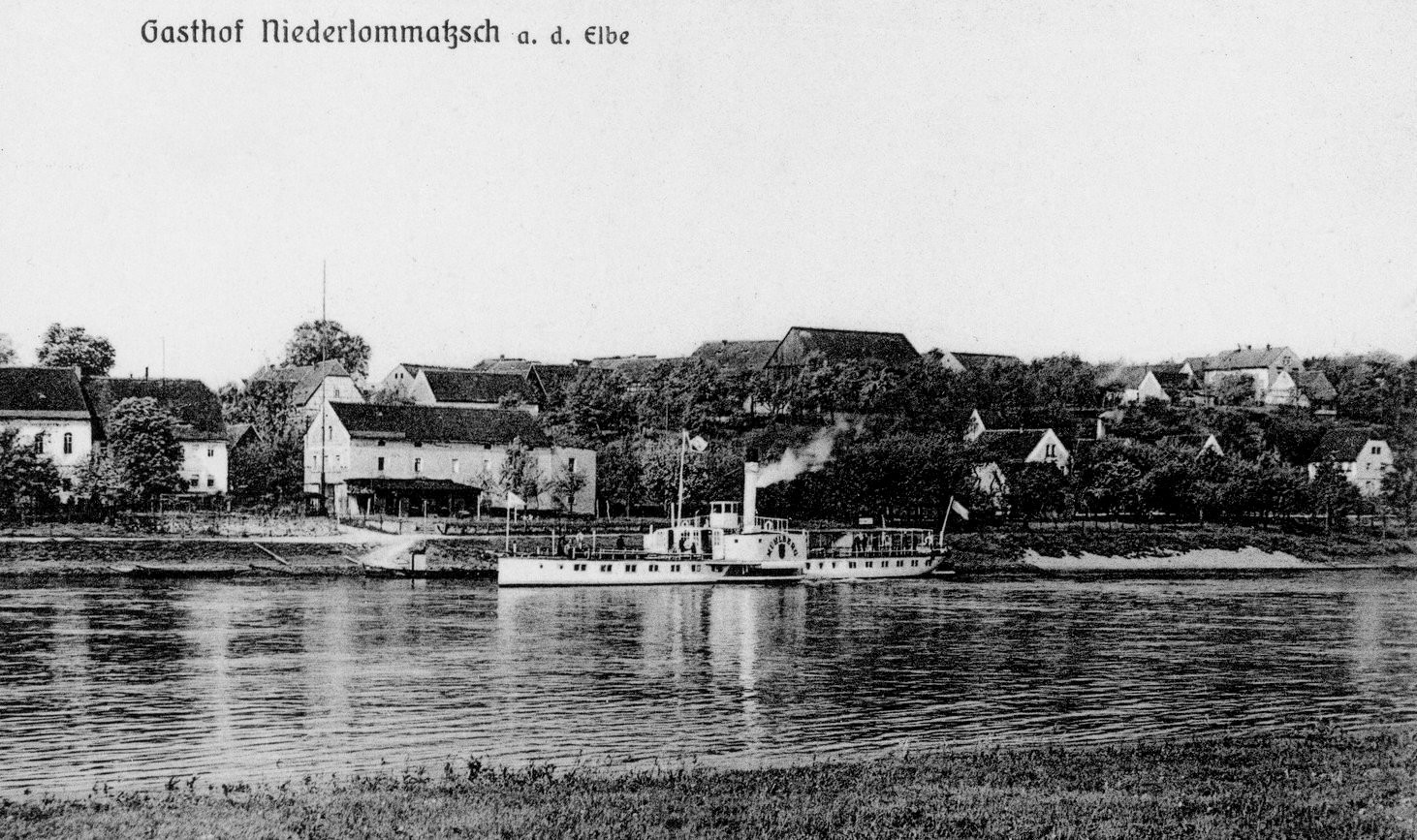
Raddampfer Mühlberg in Niederlommatzsch

Im Juni 1926 wurde das Schiff in Mühlberg, nach der Stadt Mühlberg, umbenannt. Den Namen Dresden erhielt der neu gebaute Salondampfer der Gesellschaft.
Am 21. Mai 1927 kam es zum Bruch der Mittelwelle. Diese wurde durch eine neue Welle der Firma Krupp in Essen ersetzt.
Im Zweiten Weltkrieg erhielten die Mühlberg wie andere Schiffe der Gesellschaft einen Tarnanstrich. Sie wurde dann bis 1945 außer Dienst gestellt.

### Die Zeit nach 1945
Die SBDA wurde am 1. Februar 1947 in Volkseigentum überführt und erhielt den Namen VEB Elbeschiffahrt Sachsen. Von 1950 bis 1957 gehörte sie zum VEB Deutsche Schiffahrts- und Umschlagszentrale (DSU). Nach deren Auflösung entstand 1957 der VEB Fahrgastschiffahrt und Reparaturwerft Dresden und ab 1967 der VEB Fahrgastschiffahrt Dresden.

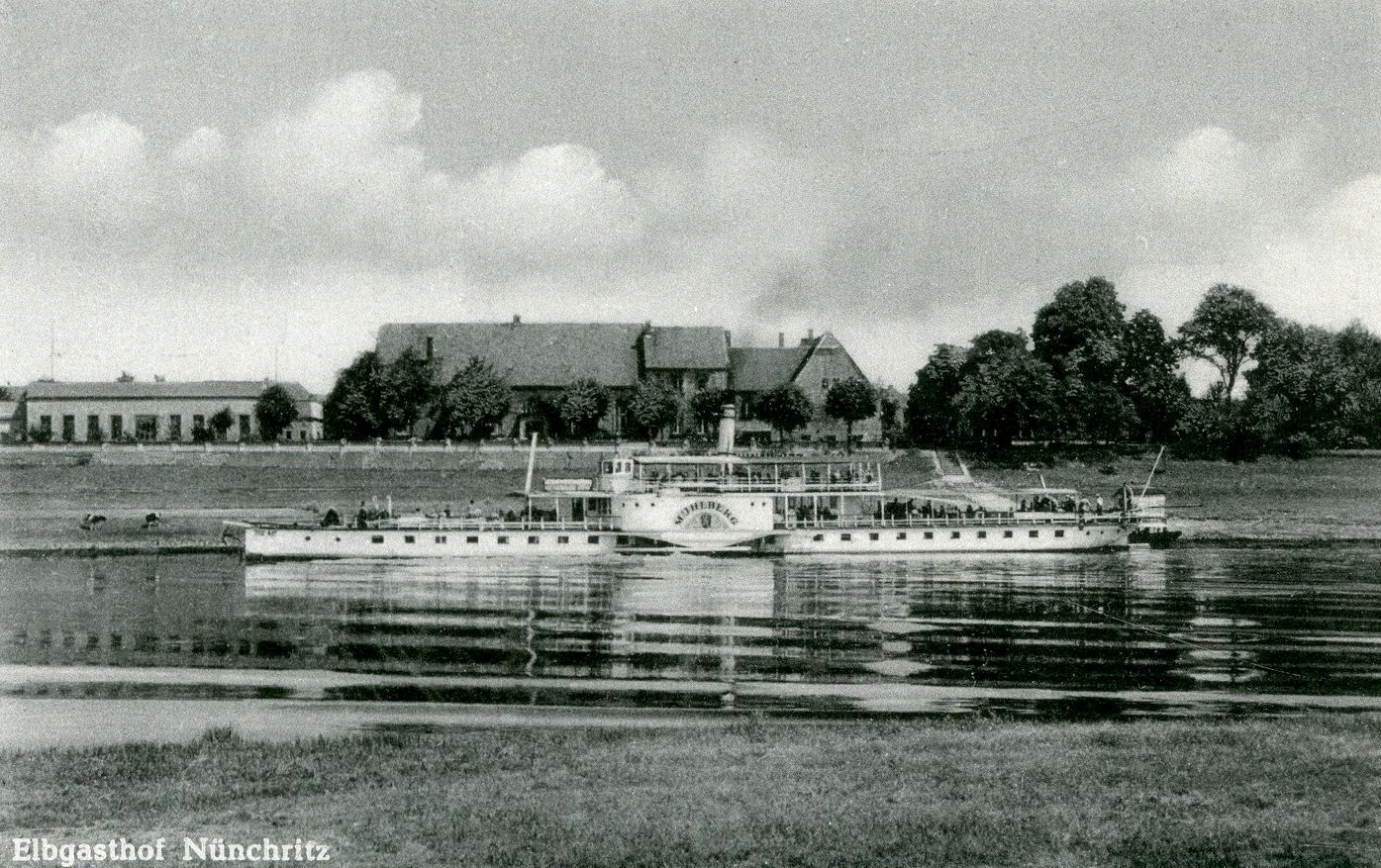
Raddampfer Mühlberg in Nünchritz

Nach Umbau- und Reparaturarbeiten kam das Schiff ab 1946 wieder zum Einsatz. 1949/50 erfolgten der Aufbau des Oberdecks und der Einbau einer Dampfheizung. Am Schaufelrad wurden die Holzschaufeln durch Stahlschaufeln ersetzt. Außerdem wurden die Radkästen komplett erneuert. Statt der bisher üblichen zweigeteilten Fenster wurden Einzelfenster eingebaut. 1957 wurde die Maschine einer Generalüberholung unterzogen. Am 7. April 1962 erfolgte die Umbenennung in Stadt Wehlen. 1977 kam es zu einer Kollision mit der Pirna, nachdem ein Baumstamm ein Schaufelrad des Schiffes blockiert hatte. In der Folge legte sich die Stadt Wehlen quer vor die Pfeiler der Augustusbrücke.
1978 musste das Schiff nach einem Kesselschaden außer Dienst genommen werden und wurde im Neustädter Hafen aufgelegt. Hier erlebte es 1979 als drittes Schiff sein 100-jähriges Dienstjubiläum. 1981 wurde es in die Schiffswerft Laubegast verbracht. Hier erhielt es als erstes Schiff einen Neubaukessel des VEB Dampfkesselbau Übigau. Am 30. April 1982 wurde es wieder in Dienst gestellt. Seit 1991 steht das Schiff unter Denkmalschutz.

### Die Zeit bei der Sächsischen Dampfschiffahrt
Nach der deutschen Wiedervereinigung ging die Gesellschaft in die Treuhand über und wurde 1992 durch den Verkauf an die Conti-Reederei in Putzbrunn bei München privatisiert. Der neue Name lautete Sächsische Dampfschiffahrts-GmbH & Co. Conti Elbschiffahrts KG. Am 19. Juli 1993 wurde die Stadt Wehlen als einziges im Linienbetrieb verbliebene Schiff in der Laubegaster Werft an Land genommen. Hier erfolgte eine historische Rekonstruktion des Schiffes. Die in der DDR getätigten Umbauten wurden zurückgebaut. Der Rumpf wurde um 0,30 m verbreitert und um 1,07 m verlängert. Am 1. Mai 1994 wurde das Schiff zur Dampferparade wieder in Dienst gestellt.
2004 wurde das Schiff in Roßlau in der dortigen Schiffswerft einer Generalüberholung unterzogen. Der Kessel wurde ausgebaut und von der HSI Turbinenstahlbau Dresden-Übigau GmbH überholt. Im Mittelschiff wurde der Rumpf neu gebaut.

## Die Dampfmaschine
Die Dampfmaschine ist eine oszillierende Hochdruck-Zweizylinder-Verbund-Dampfmaschine mit Einspritzkondensation. Die Maschine, wie auch der erste Drei-Flammrohr-Kofferkessel, stammen aus dem 1857 gebauten Dampfer Dresden. Gebaut wurden sie von der Schiffs- und Maschinenbauanstalt Ruston & Co. in Prag. Die Maschine war eine oszillierende Niederdruck-Zweizylinder-Zwillings-Dampfmaschine mit Einspritzkondensation. Die Leistung betrug 120 PSi. 1914/15 wurde die Maschine zur Verbundmaschine umgerüstet. Die Leistung betrug jetzt 180 PSi. Der alte Kessel wurde durch einen Zwei-Flammrohr-Zylinderkessel mit 10 bar Dampfdruck ersetzt. Im gleichen Jahr wurde eine Dampfsteuermaschine mit der Baunummer 1455 der Dresdner Maschinenbau und Schiffswerft Uebigau AG eingebaut. Der 1981 eingebaute Dampfkessel ist ein Zwei-Flammrohr-Zylinderkessel mit der Bau-Nr. 15782 mit 10 bar Dampfdruck. Seit 1994 gibt es eine automatische Ölfeuerung.
Bei der Überholung der Maschine in der Roßlauer Werft 2012/13, wurde ein Schaden am Niederdruckzylinder festgestellt. Dieser wurde deshalb durch einen neuen Zylinder ersetzt.

## Kapitäne des Schiffes
- Carl Friedrich Böhme 1879
- Franz Rosche 1880–1885
- Friedrich August Streidt 1886–1889
- Carl Eduard Richter 1890–1891
- Gustav Eduard Hering 1892–1893
- Friedrich Ernst Kleemann 1894–1897
- Arno Julius Junghans 1898
- Max Ottomar Höhle 1899–1905
- Emil Leberecht Kunze 1906–1917
- Karl Gustav Hering 1919–1920